# Небыла (Малопольское воеводство)
Небы́ла (пол. Niebyła) — село в Польше в сельской гмине Скала Краковского повета Малопольского воеводства. Входит в состав солецтва Небыла-Свинчув.

## География
Село располагается при воеводской дороге № 794 в 6 км от административного центра сельской гмины города Скала и в 15 км от административного центра воеводства города Краков.
В 1975—1998 годах село входило в состав Краковского воеводства.

## Население
По состоянию на 2013 год в селе проживало 267 человека.
| Перепись  | Всего   | Всего | Женщины | Женщины | Мужчины | Мужчины |
| --------- | ------- | ----- | ------- | ------- | ------- | ------- |
| Единицы   | человек | %     | человек | %       | человек | %       |
| Население | 267     | 100   | 128     | 47,94   | 139     | 52,06   |